# Mercedes Martinez
Jazmin Benitez (ur. 17 listopada 1980 w Waterbury) – amerykańska wrestlerka, występująca pod pseudonimem ringowym Mercedes Martinez. Od 2021 r. związana jest z amerykańską federacją All Elite Wrestling (AEW). Występuje także w jej siostrzanej organizacji, Ring of Honor (ROH), gdzie jednokrotnie zdobyła tytuł ROH Women’s World.
Martinez rozpoczęła karierę zawodniczą w 2000. Od tego czasu rywalizowała w wielu federacjach sceny niezależnej, zdobywając liczne tytuły mistrzowskie, między innymi Shimmer Championship, Shine Championship i WSU Championship. Zawodniczka pracowała również w głównych organizacjach amerykańskiego wrestlingu - Ring of Honor (ROH), World Wrestling Entertainment (WWE) i Impact Wrestling (IW).

## Mistrzostwa i osiągnięcia
- Alternative Wrestling Show
  - AWS Heavyweight Championship (1x)[8]
- Bellatrix Female Warriors
  - Bellatrix World Championship (1x)[8]
- Defiant Pro Wrestling
  - DPW Women’s Championship (1x)[8]
- Femmes Fatales
  - Femmes Fatales Championship (3x)[8]
- Green Mountain Wrestling
  - GMW Women’s Championship (2x)
- Impact Wrestling
  - Knockouts Knockdown Tournament (2021)[9]
- Independent Wrestling Association Mid-South
  - IWA Mid-South Women’s Championship (1x)[8]
- IndyGurlz Championship Wrestling
  - IndyGurlz Australia Championship (2x)[8]
- New England Championship Wrestling
  - NECW World Women’s Championship (1x)[8]
- New Horizon Pro Wrestling
  - Global Conflict Shield Tournament (2014, 2016)[9]
- Pro Wrestling Illustrated
  - PWI umieściło ją na 2. miejscu rankingu wrestlerek PWI Top 50 w 2011
- Pennsylvania Premiere Wrestling
  - PPW Women’s Championship (1x)[8]
- Pro Wrestling Unplugged
  - PWU Unified Women’s Championship (1x)[8]
- Ring of Honor
  - ROH Women’s World Championship (1x)[8]
- Rise Wrestling
  - Phoenix of Rise Championship (1x)[8]
  - RISE Year-End Awards (4x)
    - Match of the Year (2018) przeciwko Tessie Blanchard w 75-minutowym Iron Woman matchu podczas gali RISE 10: Insanity
    - Moment of The Year (2018) – Martinez i Blanchard ustanowiły nowy rekord świata podczas gali RISE 10, walcząc w najdłuższym kobiecym pojedynku wrestlingowym jeden na jednego (75 minut)
    - Wrestler of The Year (2018)
    - Match of the Year (2019) przeciwko Kylie Rae w No Ropes Subbmission matchu podczas RISE 13: Legendary
- Shimmer Women Athletes
  - Shimmer Championship (2x)[8]
  - Shimmer Tag Team Championship (1x) – z Cherleader Melissą[8]
- Shine Wrestling
  - Shine Championship (1x)[8]
  - Shine Tag Team Championship (1x) – with Ivelisse[8]
- Sports Illustrated
  - SI umieściło ją na 10. miejscu rankingu 10 najlepszych wrestlerek w 2019
- Women Superstars Uncensored
  - All Guts, No Glory Championship (1x)
  - WSU Championship (3x)[8]
  - WSU Tag Team Championship (1x) – z Angel Orsini[8]
  - J-Cup (2008)[9]
  - WSU/NWS King and Queen of the Ring (2011) – z Julio Dinero[9]
  - WSU Hall of Fame (Class of 2017)
- World Xtreme Wrestling
  - WXW C4 Women’s Championship (1x)
  - WXW Cruiserweight Championship (1x)[8]
  - WXW Women’s Championship (5x)[8]
  - Elite 8 Tournament (2006, 2008)[9]
  - WXW Hall of Fame (Class of 2014)
- WrestleCrap
  - Gooker Award (2020) – jako część Retribution